# Iglesia de San Juan de la Palma

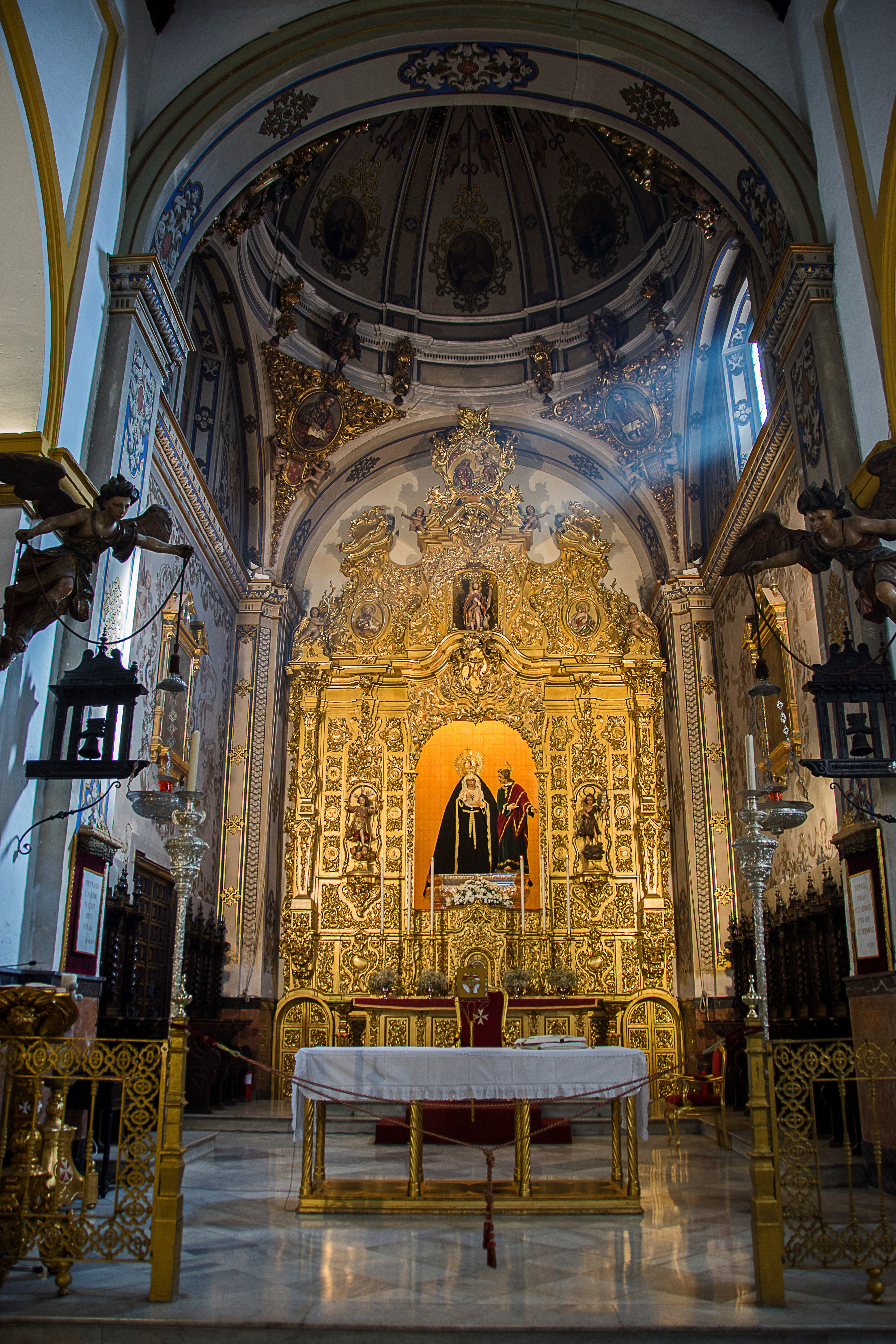
Retablo mayor

La Iglesia de San Juan de la Palma, nombre con el que se conoce comúnmente a la Iglesia de San Juan Bautista, se encuentra en el distrito Casco Antiguo de Sevilla (Andalucía, España).

## Origen histórico

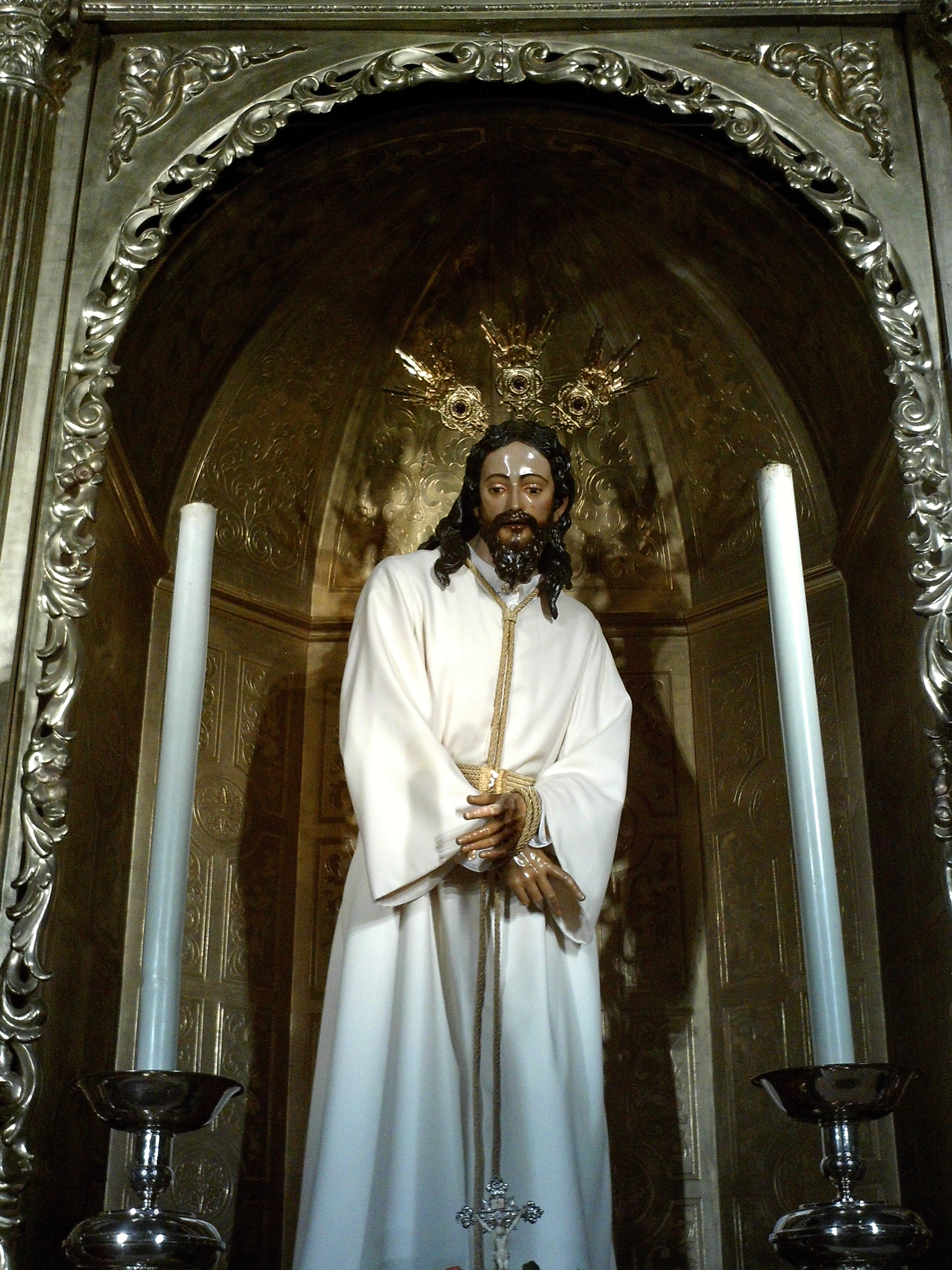
Jesús de la Salud

Edificada, como tantas otras del centro histórico de la ciudad, sobre una antigua mezquita, sus características constructivas evidencian que forma parte del amplio grupo de aquellas primeras iglesias gótico-mudéjares de Sevilla, aunque en este caso se trata de un templo muy transformado, tanto interior como exteriormente, por las distintas ampliaciones y reformas llevadas a cabo durante siglos; hasta el punto de haber quedado modificada parte de su fisonomía y estructura original, de la que apenas quedan la bóveda mudéjar de la capilla sacramental y una interesante portada gótica a los pies.
Las principales reformas y ampliaciones afectaron especialmente a la capilla mayor, reedificada a principios del siglo XVI, cuando se levanta un nuevo altar a instancias de Melchor Maldonado, embajador de los Reyes Católicos en Roma, fallecido y enterrado en esta capilla en 1504. Esta capilla se derriba en 1710 por motivos de ruina, al igual que la Sacristía y la nave de la epístola, y como consecuencia de ello se vuelve a colocar la primera piedra de la nueva capilla mayor en 1719, en unas obras que fueron dirigidas por el Maestro Mayor del arzobispado, Diego Antonio Díaz, quedando acabadas en el año 1724.

## Descripción
Interiormente presenta la clásica planta rectangular de tres naves separadas por pilares de ladrillo y cubiertas de artesonados de madera, con algunas capillas laterales añadidas posteriormente.
La portada situada a los pies se enmarca entre semicolumnas labradas sobre cuyos capiteles corre un tejaroz volado sobre canes de piedra con cabezas de león. La puerta de madera claveteada queda rehundida tras las arquivoltas góticas, donde destacan la interior, acabada en fina crestería, y la exterior, decorada con puntas de diamante y formas geométricas. La portada queda flanqueada entre dos pequeñas capillas con basas y doseletes góticos y se remata superiormente con otra centrada sobre la clave, dando como resultado un buen ejemplo de arquitectura tardogótica, que aparece tras una artística reja de protección que cierra un pequeño espacio a modo de compás de entrada a la iglesia.
La esbelta espadaña de esta iglesia, realizada en ladrillo y acabada en 1788, como reza un azulejo situado en su frente, consta de tres cuerpos de altura; el primero prácticamente ciego sirve de soporte y altura para los dos superiores donde se alojan las campanas, dos en el cuerpo central y una más pequeña en el superior. Siguiendo la estética barroca del momento, presenta incrustaciones de azulejos de reflejos metalizados y semiesferas en su decoración, así como pilastras revestidas de tacos vidriados y los clásicos jarrones a modo de pináculos.
Durante los violentos sucesos de la Guerra Civil, en 1936, la iglesia sufrió importantes destrozos, siendo incendiada y saqueada, lográndose salvar las imágenes del Jesús del Silencio, la Virgen de la Amargura y San Juan Evangelista, que tenían aquí su sede desde 1704.
En 1959 se colocó el actual retablo mayor, obra fechable hacia el último tercio del siglo XVIII, procedente de la Iglesia de San Felipe de la vecina ciudad de Carmona, en sustitución del anterior existente en esta iglesia, llevado a San Juan de Aznalfarache.

## Hermandad de la Amargura

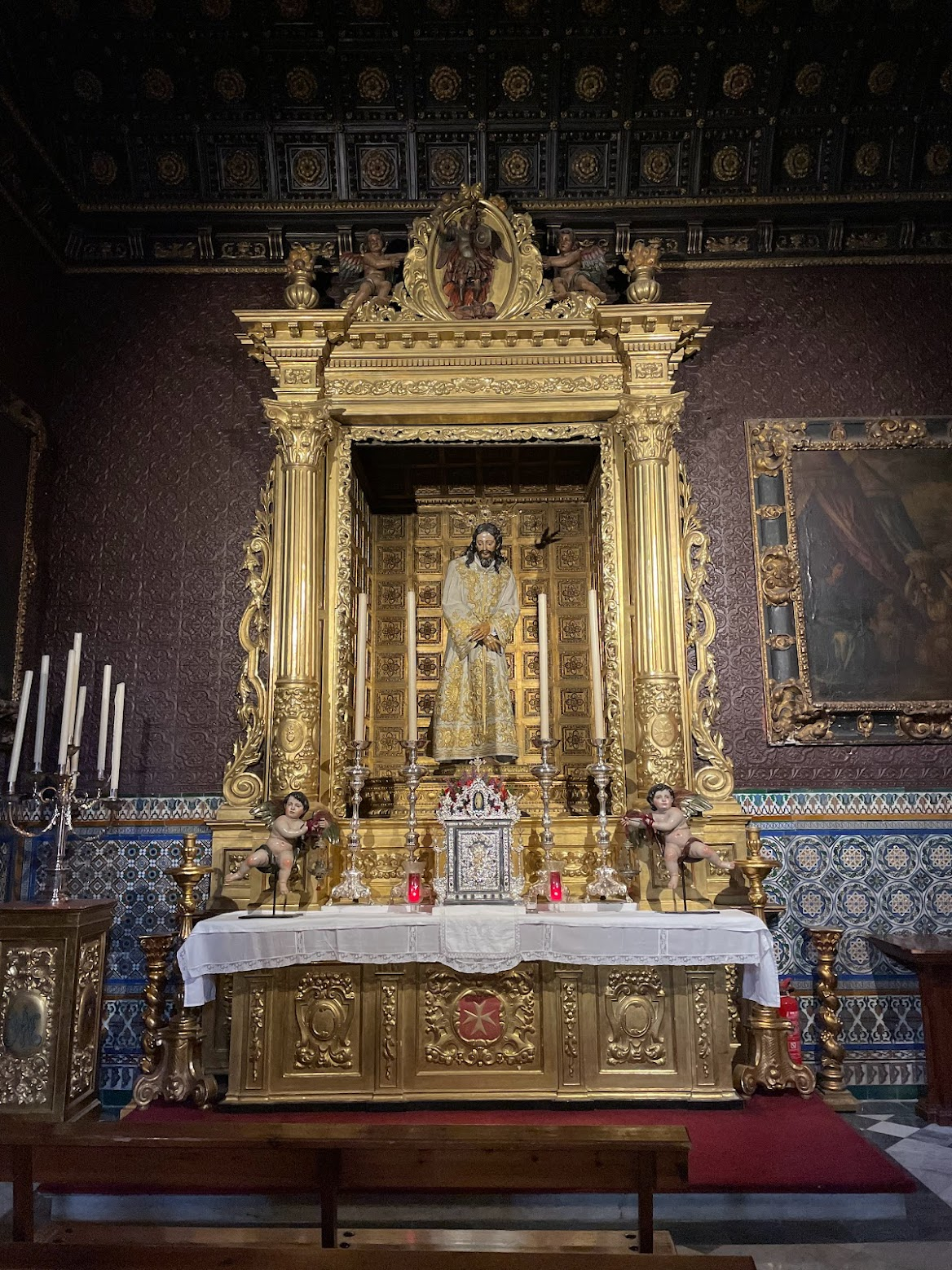
Nuestro Padre Jesús del Silencio en el desprecio de Herodes en su retablo.

La iglesia es la sede de la Hermandad de la Amargura que hace estación de penitencia el Domingo de Ramos.
Desde el año 1960 la hermandad adquiere la autorización eclesiástica para que su titular, la Virgen de la Amargura, coronada canónicamente en la catedral en 1954 por el entonces arzobispo de la diócesis, cardenal don Pedro Segura y Sáenz, presida en el centro del retablo central de esta iglesia.

## Hermandad de la Virgen de la Cabeza

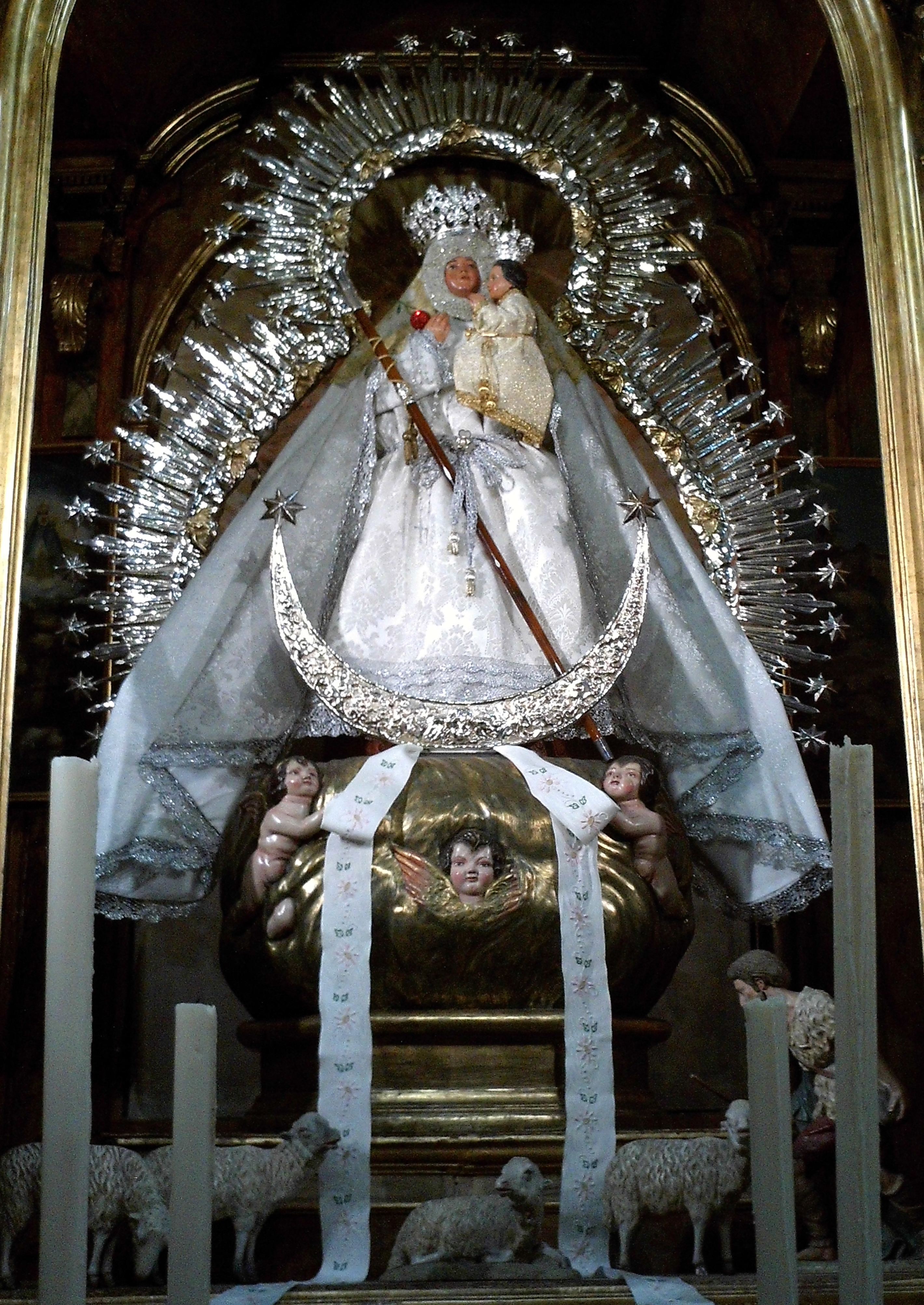
Virgen de la cabeza en su retablo.

En este templo reside también una corporación de gloria que tiene por titular a la Virgen de la Cabeza, patrona de Andújar y de la diócesis de Jaén. Es la filial n.º 32 de la hermandad matriz de Andújar. Los orígenes de la devoción a la Virgen de la Cabeza en Sevilla los podemos situar en el año 1561, en el convento Casa Grande del Carmen, aunque los orígenes de esta hermandad datan de 1931.
El 6 de mayo de 1940 llegó a San Juan de la Palma, procedente del franciscano convento de San Buenaventura, para ocupar la capilla que antes de los desagradables sucesos de 1936 ocupaba la Virgen de las Maravillas, obra de Benito Hita del Castillo. Realiza su procesión anual por las calles de la feligresía el primer sábado del mes de octubre, acompañada por la Banda de Música de la Cruz Roja. Celebra misa de hermandad mensual los segundos domingos de cada mes. En abril de 2016, la Virgen presidió el Pregón de las Glorias en la Catedral de Sevilla, resultando de gran brillantez y esplendor la Procesión que protagonizó la Virgen de la Cabeza en su vuelta desde la Catedral a San Juan de la Palma.

## Hermandad de la Ntra. Sra. de Montemayor

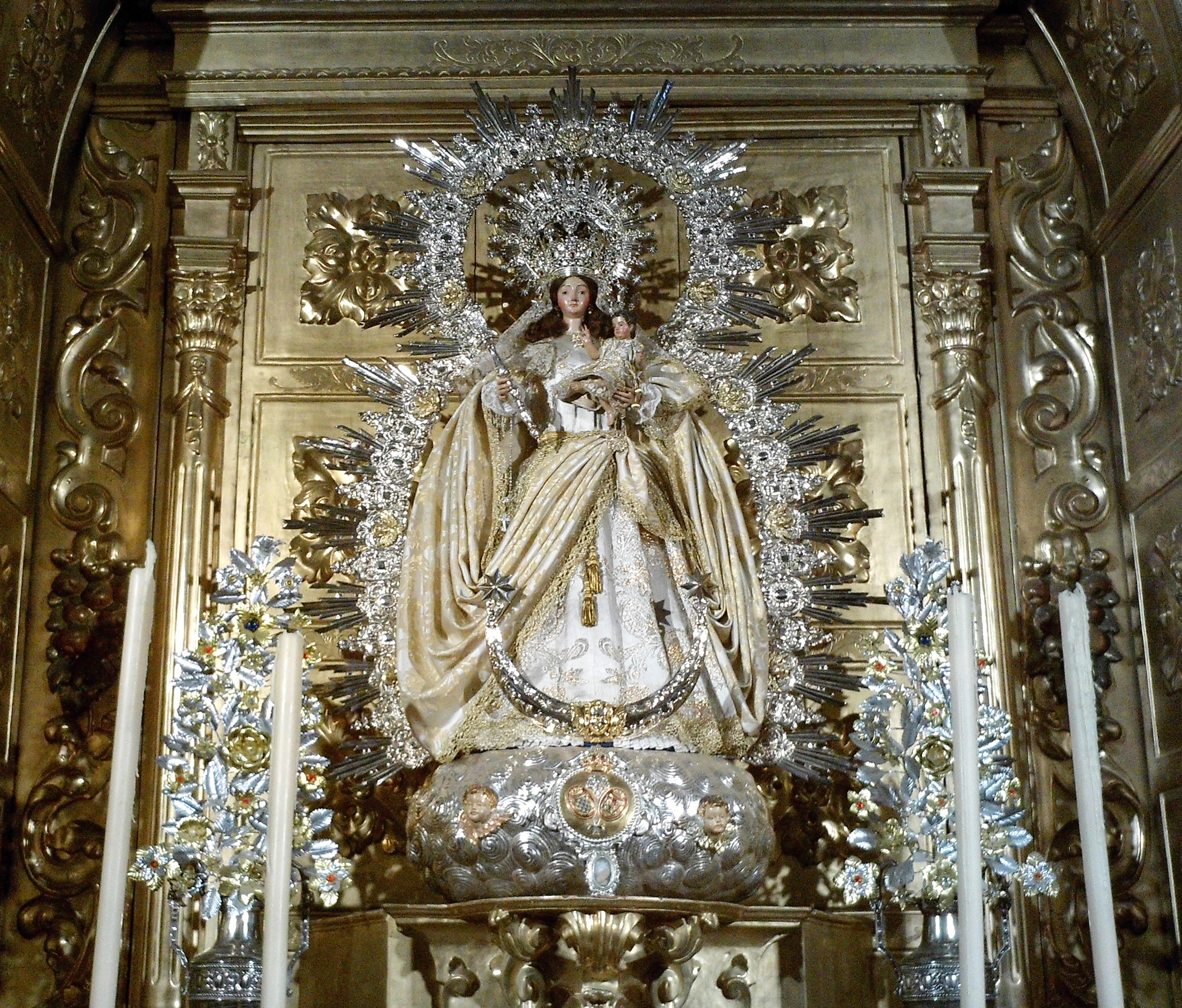
Virgen de Montemayor en el retablo

También en este templo reside también otra corporación de gloria que tiene por titular a la Ntra. Sra. de Montemayor, patrona de Moguer. El origen de la fundación a la Ntra. Sra. de Montemayor en Sevilla es que esta hermandad de gloria de Sevilla fue fundada en 1956 por un grupo de devotos y moguereños afincados en Sevilla.
Solo salió en el Corpus Christi de Sevilla en 2002 y no salió en procesión hasta que salió en el mes de octubre a las calles desde glorias de Sevilla del 2017. En octubre de 2021, la Virgen presidió el Pregón de las Glorias en la Catedral de Sevilla.